# 四方山
四方山（英語：Sze Fong Shan）是香港一個山峰，海拔785米，位於新界中部，為大帽山的東脊，有大量牛群棲息。在地區行政上，四方山橫跨荃灣區及大埔區。麥理浩徑第八段沿其山脊而建。是香港第四高的山峰。

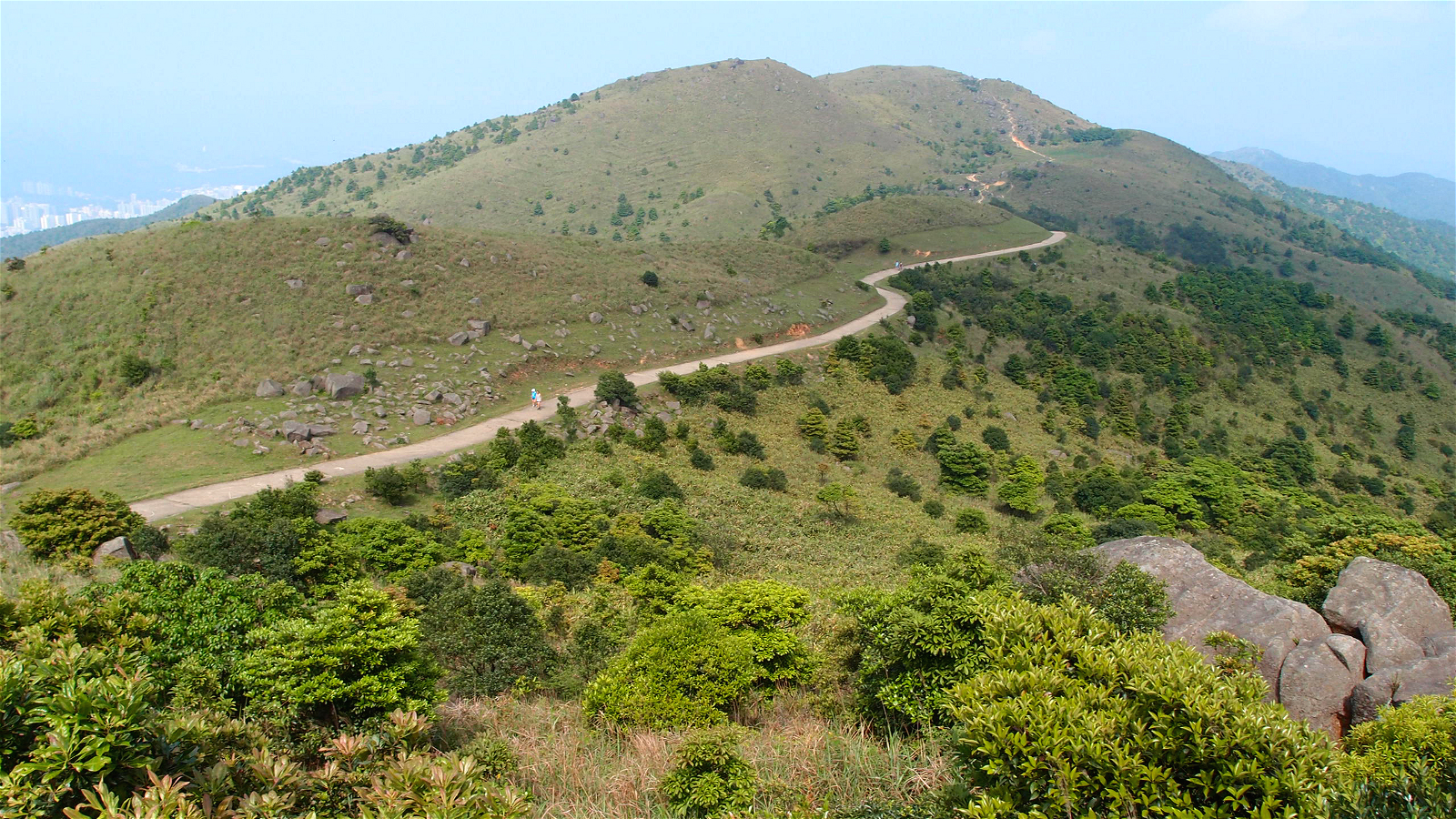
四方山的草原

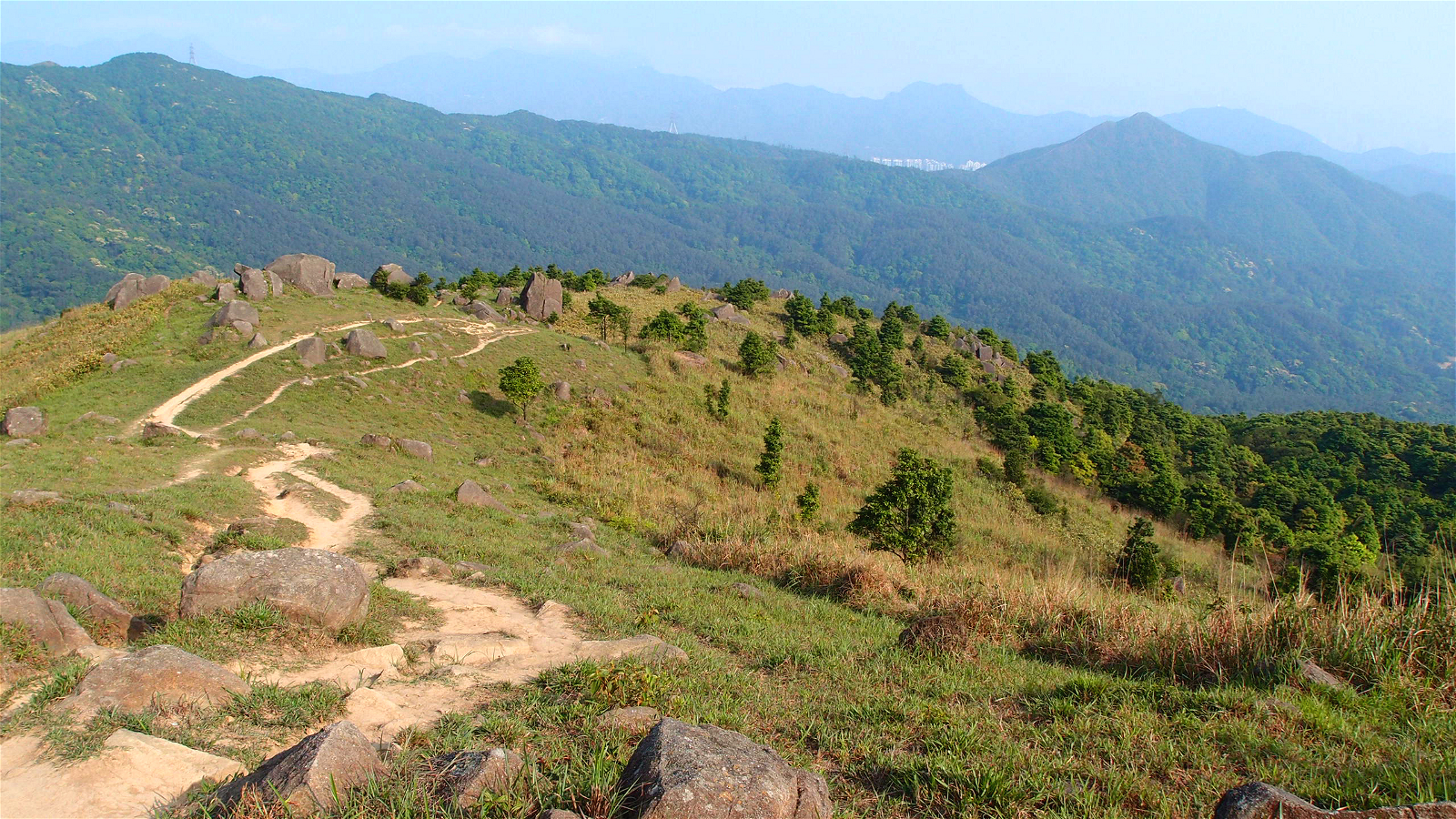
四方山的草原

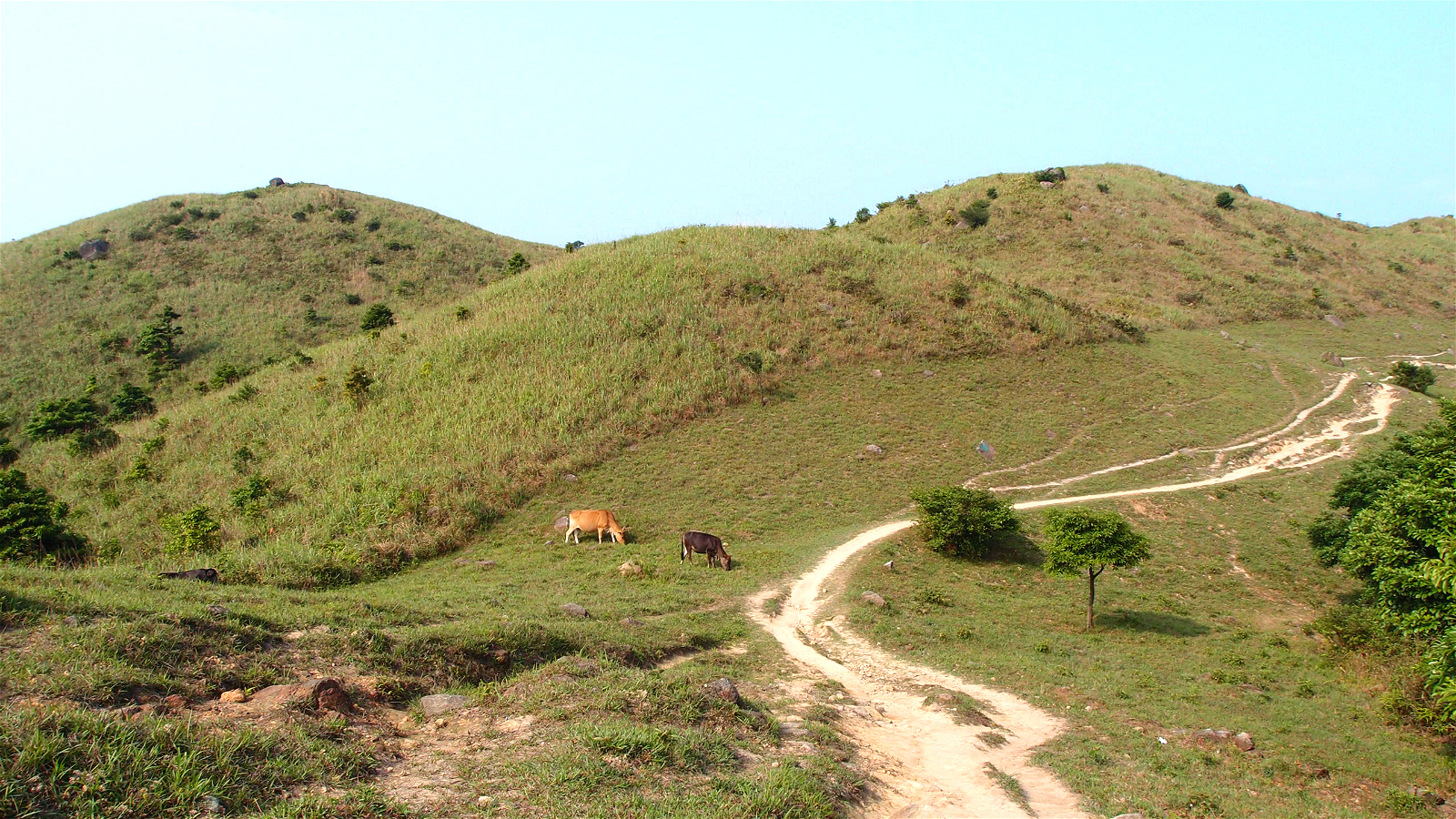
四方山的草原，有大量牛群棲息

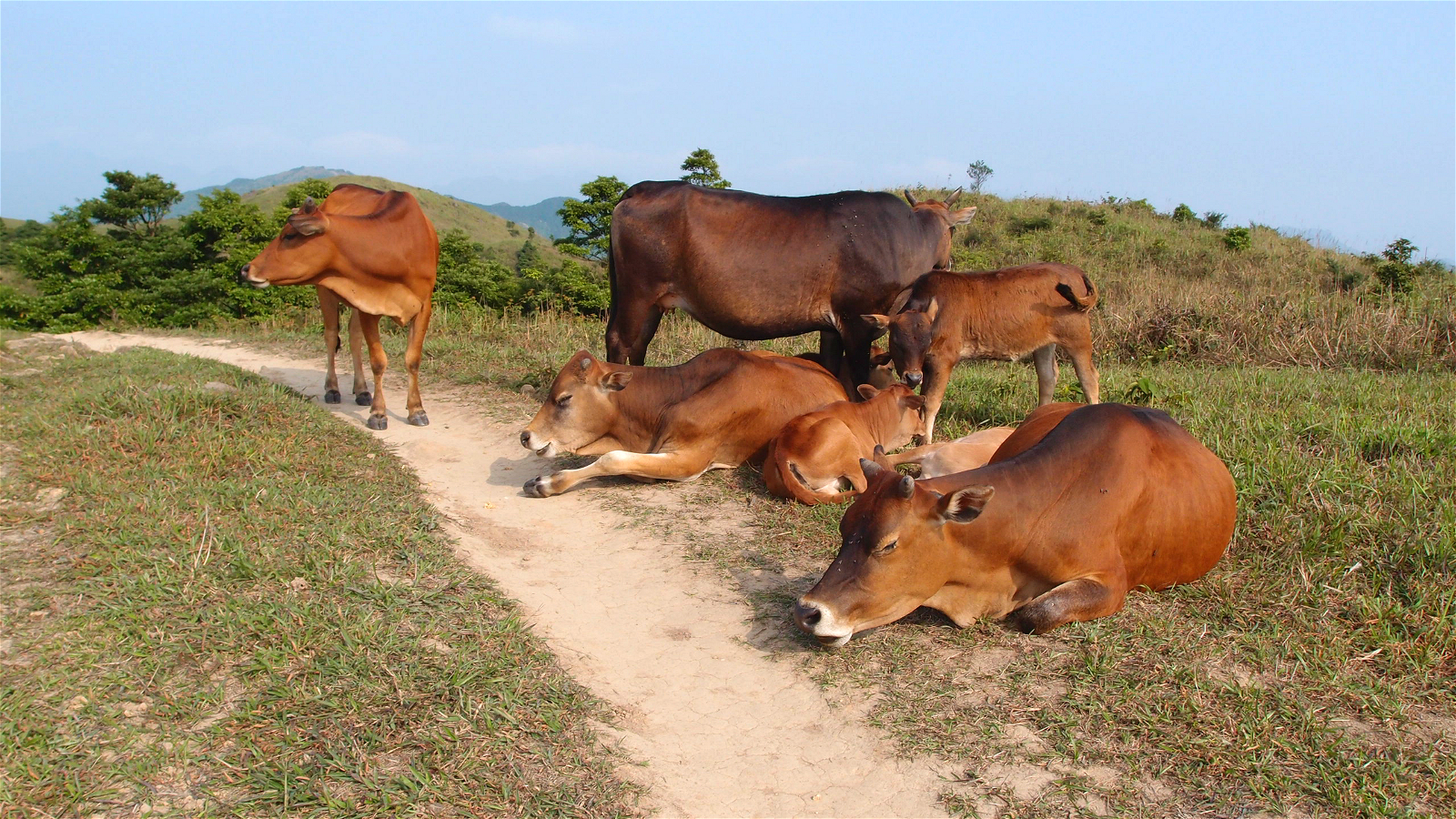
四方山的草原，有大量牛群棲息

## 遠足路線
- . 山全部都係山 www.hkallshan.com. 1月15日  [15/01/2023].